# Hamburg Airlines
A Hamburg Airlines era uma pequena companhia aérea regional alemã fundada em 1988 e era propriedade de Eugene Block. A empresa mais tarde foi dissolvida após ter falido em 1997.

## História
A Hamburg Airlines foi fundada em abril de 1988 e iniciou suas operações com um Dornier 228 com serviços entre sua base de Hamburgo e Rotterdam e Westerland. Alguns meses depois, um segundo Dornier 228 foi adicionado e os serviços expandidos para Antuérpia e Gotemburgo. No final de 1988, um de Havilland Canada Dash 8 foi adicionado e a companhia aérea expandiu as operações.
Com a reunificação da Alemanha, voos para o leste foram adicionados. A companhia aérea alugou um Fokker 100 e as rotas da Tempelhof Airways, com sede em Berlim, foram assumidas, tornando Berlim o segundo hub da Hamburg Airlines. À medida que os destinos se expandiram, o Aeroporto Gatwick de Londres, Kaliningrado e Riga foram atendidos. Infelizmente, a Hamburg Airlines estava perdendo dinheiro, então em 1993 foi vendida para a Saarland Airlines (uma empresa charter), mas a Hamburg Airlines continuou a operar independentemente da empresa-mãe. Block manteve 20% da participação acionária e recebeu um assento no conselho de administração do Saarland.
Em 1993, a Saarland Airlines faliu e a Hamburg Airlines encerrou suas operações por um curto período até ser revivida em dezembro de 1993. A aeronave escolhida pela Hamburg Airlines ressuscitada foi o BAe 146. As coisas não correram bem para a Hamburg Airlines e em 1997 ela estava com graves problemas financeiros. Quando nenhum comprador ou parceiro de fusão pôde ser encontrado, a Hamburg Airlines foi liquidada em 21 de dezembro de 1997.

## Frota
A frota da Hamburg Airlines consistia nas seguintes aeronaves:
| Aeronaves                     | Total | Notas |
| ----------------------------- | ----- | ----- |
| British Aerospace 146-200     | 3     |       |
| British Aerospace 146-300     | 2     |       |
| De Havilland Canada DHC-8-100 | 6     |       |
| De Havilland Canada DHC-8-300 | 5     |       |
| Fokker 100                    | 1     |       |